# LAV III
LAV III (Kodiak) – rodzina kanadyjskich kołowych wozów opancerzonych. Konstrukcja bazuje na szwajcarskim pojeździe Piranha III 8x8.

## Historia
Pojazd LAV III wszedł do służby w Canadian Forces w roku 1999. Stał się on głównym pojazdem piechoty zmechanizowanej i zastępuje używane do tej pory pojazdy (m.in. transportery M113 i Bison). Ponadto na podstawie LAV III powstała rodzina amerykańskich wozów Stryker oraz stworzono wersję pojazdu dla armii nowozelandzkiej – NZLAV. Strykery weszły do służby w US Army w roku 2002, a NZLAV dostarczono do Nowej Zelandii na przełomie 2003 i 2004.

## Udział w walkach
Pojazdy z rodziny LAV III brały udział podczas wojny domowej w Kolumbii oraz w trakcie wojny w Afganistanie w ramach misji stabilizacyjnej ISAF, gdzie były używane przez armię kanadyjską i nowozelandzką.
Z kolei Nowa Zelandia poza misją w Afganistanie używała tych pojazdów w trakcie pomocy humanitarnej spowodowanej trzęsieniem ziemi w Christchurch, a także podczas strzelaniny w Napier w 2009 roku i także podczas akcji policyjnej w Kawerau w 2016 roku.

## Konstrukcja
W stosunku do poprzednich generacji wozów Piranha LAV III posiada lepsze opancerzenie. Zapewnia ono ochronę przed pociskami kal. 7,62 mm. Ponadto istnieje możliwość zainstalowania pancerza ceramicznego, który chroni przed pociskami kal. 14,5 mm, a także ekranu przeciwkumulacyjnego chroniącego przed pociskami RPG. Wzmocniono, także podwozie, aby lepiej chroniło załogę podczas wybuchu miny.
LAV III posiada dwuosobową wieże, w której zainstalowano uzbrojenie. Głównym uzbrojeniem jest szybkostrzelne działko M242 Bushmaster kal. 25 mm o zasięgu skutecznym 2 400 m. Zapas amunicji do działka to 500 naboi. Wraz z działkiem sprzężono karabin maszynowy kal. 7,62 mm. Dodatkowym uzbrojeniem jest karabin maszynowy kal. 5,56 mm montowany na dachu.
Załogę pojazdu LAV III stanowią trzy osoby: kierowca, strzelec oraz dowódca. Ponadto pojazd może przewozić 6/7 żołnierzy desantu.
Pojazd może być transportowany przez samolot C-130 Hercules.

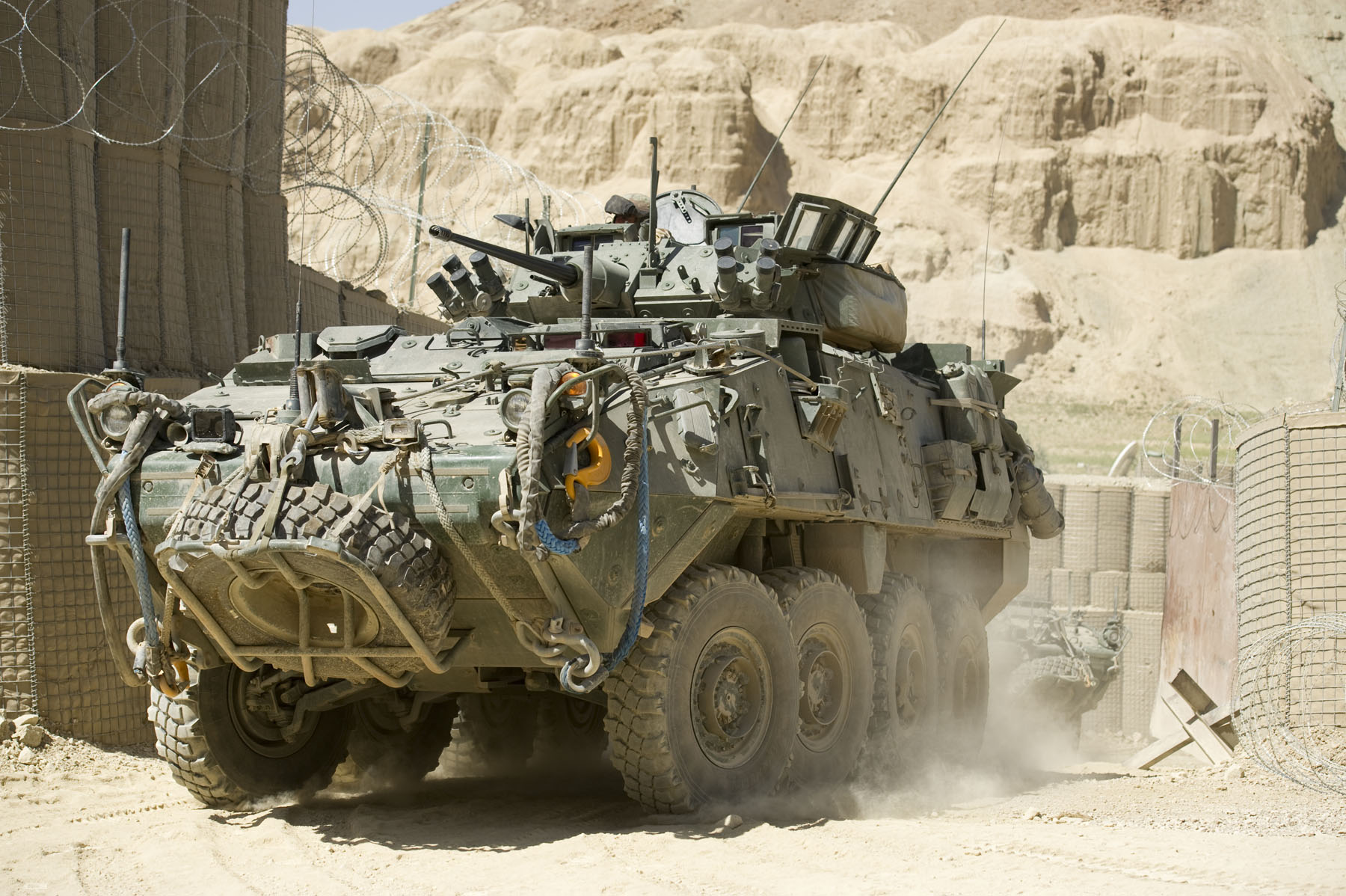
Nowozelandzki LAV III w Afganistanie. (wrzesień 2011 roku)

## Warianty
Opracowano wiele wariantów LAV III, m.in.:
- ISC – transporter opancerzony wyposażony w zdalnie sterowane uzbrojenie zamiast tradycyjnej wieży
- CPV – wóz dowodzenia
- TUA – samobieżna wyrzutnia ppk TOW
- ELAV – pojazd inżynieryjny
- MMEV – uniwersalny przeciwpancerny i przeciwlotniczy samobieżny zestaw rakietowy

Powstały także dwie wersje zagraniczne: amerykański Stryker i nowozelandzki NZLAV.

## Użytkownicy
- Arabia Saudyjska –[3]
- Chile – W 2022 roku zakupiono 22 używane pojazdy NZLAV z Nowej Zelandii, które mają zostać przekazane chilijskiej marynarce wojennej. Ich dostawy mają odbyć w dwóch transzach w latach 2022–2023.[4]
- Kanada – 651 pojazdów.
- Nowa Zelandia – 75 pojazdów NZLAV w służbie ze 105 dostarczonych. Jeden spisany ze stanu na skutek doznanych uszkodzeń podczas działań wojennych w Afganistanie. Dwadzieścia dwie sprzedane do Chile, a pozostałe siedem jest wystawionych na sprzedaż[4].
- Kolumbia – Pod koniec 2012 roku zakupiono 24 pojazdy. W roku 2013 dokupiono jeszcze 8 transporterów[5].
- Tajlandia – W maju 2019 roku armia tajska zamówiła 37 Strykerów, które zostały wcześniej przebudowane z LAV III wraz z 23 pojazdami M1126, których dostawy nastąpiły latem bieżącego roku[6].